# Grand Prix de Plouay 2009
Il Grand Prix de Plouay 2009, ottava edizione della corsa e valevole come nona gara della Coppa del mondo di ciclismo su strada femminile 2009, è stata disputata il 22 agosto 2009 su un percorso di 114,6 km ed è stata vinta dalla britannica Emma Pooley, che ha concluso in 3h18'39".

## Percorso
La gara consisteva in un circuito di 19,1 km attorno alla città di Plouay, da ripetere sei volte, per un totale di 114,6 km.

## Ordine d'arrivo (Top 10)
| Pos. | Corridore           | Squadra         | Tempo    |
| ---- | ------------------- | --------------- | -------- |
| 1    | Emma Pooley         | Cervélo         | 3h18'39" |
| 2    | Marianne Vos        | DSB Bank        | a 2'30"  |
| 3    | Emma Johansson      | Red Sun         | s.t.     |
| 4    | Grace Verbeke       | Lotto-Belisol   | s.t.     |
| 5    | Ruth Corset         | Australia       | s.t.     |
| 6    | Nicole Cooke        | Regno Unito     | a 2'33"  |
| 7    | Martine Bras        | Selle Italia    | s.t.     |
| 8    | Rasa Leleivytė      | Safi-Pasta Zara | s.t.     |
| 9    | Diana Žiliūtė       | Safi-Pasta Zara | s.t.     |
| 10   | Irene van den Broek | Paesi Bassi     | s.t.     |

## Punteggi UCI
| Pos. | Corridore            | Squadra         | Punti |
| ---- | -------------------- | --------------- | ----- |
| 1    | Emma Pooley          | Cervélo         | 75    |
| 2    | Marianne Vos         | DSB Bank        | 50    |
| 3    | Emma Johansson       | Red Sun         | 35    |
| 4    | Grace Verbeke        | Lotto-Belisol   | 30    |
| 5    | Ruth Corset          | Australia       | 27    |
| 6    | Nicole Cooke         | Regno Unito     | 24    |
| 7    | Martine Bras         | Selle Italia    | 21    |
| 8    | Rasa Leleivytė       | Safi-Pasta Zara | 18    |
| 9    | Diana Žiliūtė        | Safi-Pasta Zara | 15    |
| 10   | Irene van den Broek  | Paesi Bassi     | 11    |
| 11   | Mirjam Melchers      | Flexpoint       | 10    |
| 12   | Ludivine Henrion     | Red Sun         | 9     |
| 13   | Andrea Bosman        | Paesi Bassi     | 8     |
| 14   | Iris Slappendel      | Flexpoint       | 7     |
| 15   | Loes Gunnewijk       | Flexpoint       | 6     |
| 16   | Tiffany Cromwell     | Australia       | 5     |
| 17   | Paulina Brzezna      | Red Sun         | 4     |
| 18   | Catherine Willianson | Fenixs          | 3     |
| 19   | Trixi Worrack        | Nürnberger      | 2     |
| 20   | Elizabeth Armitstead | Lotto-Belisol   | 1     |

| Pos. | Squadra                        | Punti |
| ---- | ------------------------------ | ----- |
| 1    | Cervélo TestTeam Women         | 75    |
| 2    | Team DSB Bank                  | 50    |
| 3    | Red Sun Cycling Team           | 48    |
| 4    | Safi-Pasta Zara-Titanedi       | 33    |
| 5    | Australia                      | 32    |
| 6    | Lotto-Belisol Ladiesteam       | 31    |
| 7    | Regno Unito                    | 24    |
| 8    | Team Flexpoint                 | 23    |
| 9    | Selle Italia-Ghezzi            | 21    |
| 10   | Paesi Bassi                    | 19    |
| 11   | Fenixs                         | 3     |
| 12   | Equipe Nürnberger Versicherung | 2     |